# Friedrich von Strantz (General, 1829)
Friedrich Balzer von Strantz (* 30. August 1829 in Düsseldorf; † 13. Oktober 1897 in Stettin) war ein preußischer Generalleutnant.

## Leben

### Herkunft
Er war der Sohn des preußischen Generalleutnants Karl von Strantz (1783–1865) und dessen Ehefrau Sophie Charlotte, geborene Gräfin von Wylich und Lottum (1793–1869). Sein älterer Bruder Karl Theodor (1820–1895) stieg ebenfalls zum Generalleutnant auf.

### Militärkarriere
Strantz besuchte die Realschule in seiner Heimatstadt und trat am 1. März 1846 als Kürassier in das 1. Kürassier-Regiment der Preußischen Armee ein. Bis März 1847 avancierte er zum Sekondeleutnant und war ab Mitte Oktober 1851 für drei Jahre zur weiteren Ausbildung an die Allgemeine Kriegsschule in Berlin kommandiert. Am 19. Januar 1855 zum Regimentsadjutanten ernannt, war Strantz ab dem 28. Juni 1856 zur Topographischen Abteilung des Großen Generalstabes kommandiert und stieg im März 1858 zum Premierleutnant auf. Unter gleichzeitiger Beförderung zum Rittmeister folgte am 31. Mai 1859 seine Versetzung in das Garde-Kürassier-Regiment. Während der Mobilmachung anlässlich des Sardinischen Krieges war Strantz von Juni bis August 1859 als Eskadronführer zum 2. Garde-Landwehr-Kavallerie-Regiment kommandiert. Als Eskadronchef nahm er 1866 während des Krieges gegen Österreich an den Kämpfen bei Skalitz, Schweinschädel sowie Königgrätz teil und rückte Mitte Oktober 1867 zum Major auf. Am 16. März 1869 wurde er als etatsmäßiger Stabsoffizier in das 2. Hannoversche Ulanen-Regiment Nr. 14 versetzt und war im Frühjahr 1870 zum Militärreitinstitut kommandiert.
Mit seinem Regiment beteiligte sich Strantz 1870/71 während des Krieges gegen Frankreich an den Schlachten bei Colombey, Noisseville, Amiens, Bapaume und Saint-Quentin sowie der Belagerung von Metz. Ausgezeichnet mit dem Eisernen Kreuz II. Klasse verblieb er nach dem Friedensschluss mit dem Regiment bei der Okkupationsarmee in Frankreich. Unter Stellung à la suite beauftragte man ihn am 1. Januar 1872 zunächst mit der Führung des 2. Großherzoglich Hessischen Dragoner-Regiments (Leib-Dragoner-Regiment) Nr. 24 in Darmstadt und ernannte Strantz am 3. September 1872 zum Regimentskommandeur. In dieser Stellung wurde er am 22. März 1873 zum Oberstleutnant und am 3. Juli 1875 zum Oberst befördert sowie am 24. Juni 1880 zum Rechtsritter des Johanniterordens ernannt. Unter Stellung à la suite seines Regiment wurde Strantz am 25. September 1880 als Kommandeur der 13. Kavallerie-Brigade nach Münster versetzt und am 18. Oktober 1881 zum Generalmajor befördert. Am 8. März 1883 erhielt er dann das Kommando über die 28. Kavallerie-Brigade in Karlsruhe und wurde im Januar des Folgejahres anlässlich des Ordensfestes mit dem Roter Adlerorden II. Klasse ausgezeichnet. Unter Verleihung des Sterns zum Kronenorden II. Klasse wurde Strantz am 14. Februar 1885 in Genehmigung seines Abschiedsgesuches mit der gesetzlichen Pension zur Disposition gestellt. Nach seiner Verabschiedung erhielt er am 22. März 1887 noch den Charakter als Generalleutnant.

### Familie
Strantz hatte sich am 12. Mai 1860 in Kremzow mit Vally von Wedel (1841–1909) verheiratet. Aus der Ehe gingen vier Kinder hervor:
- Anna (* 1861) ⚭ 4. Oktober 1881 Johannes Graf von Haslingen, preußischer Oberstleutnant a. D.
- Elisabeth (1863–1864)
- Marie (1867–1868)
- Karl Hermann (1869–1870)